# Metropolia di Kissamos e Selino

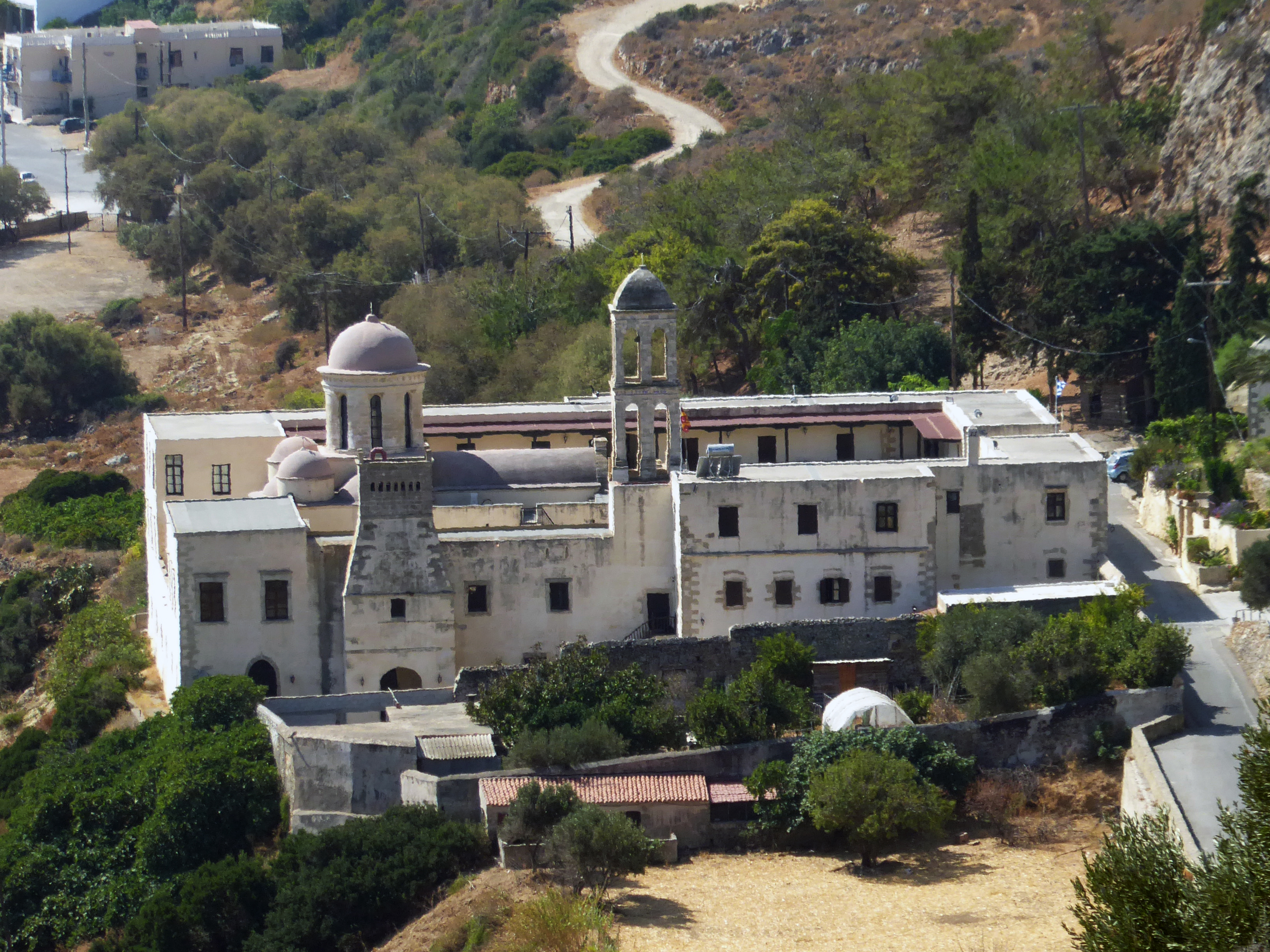
Il monastero dell'Odegitria di Kyrias Gonias.

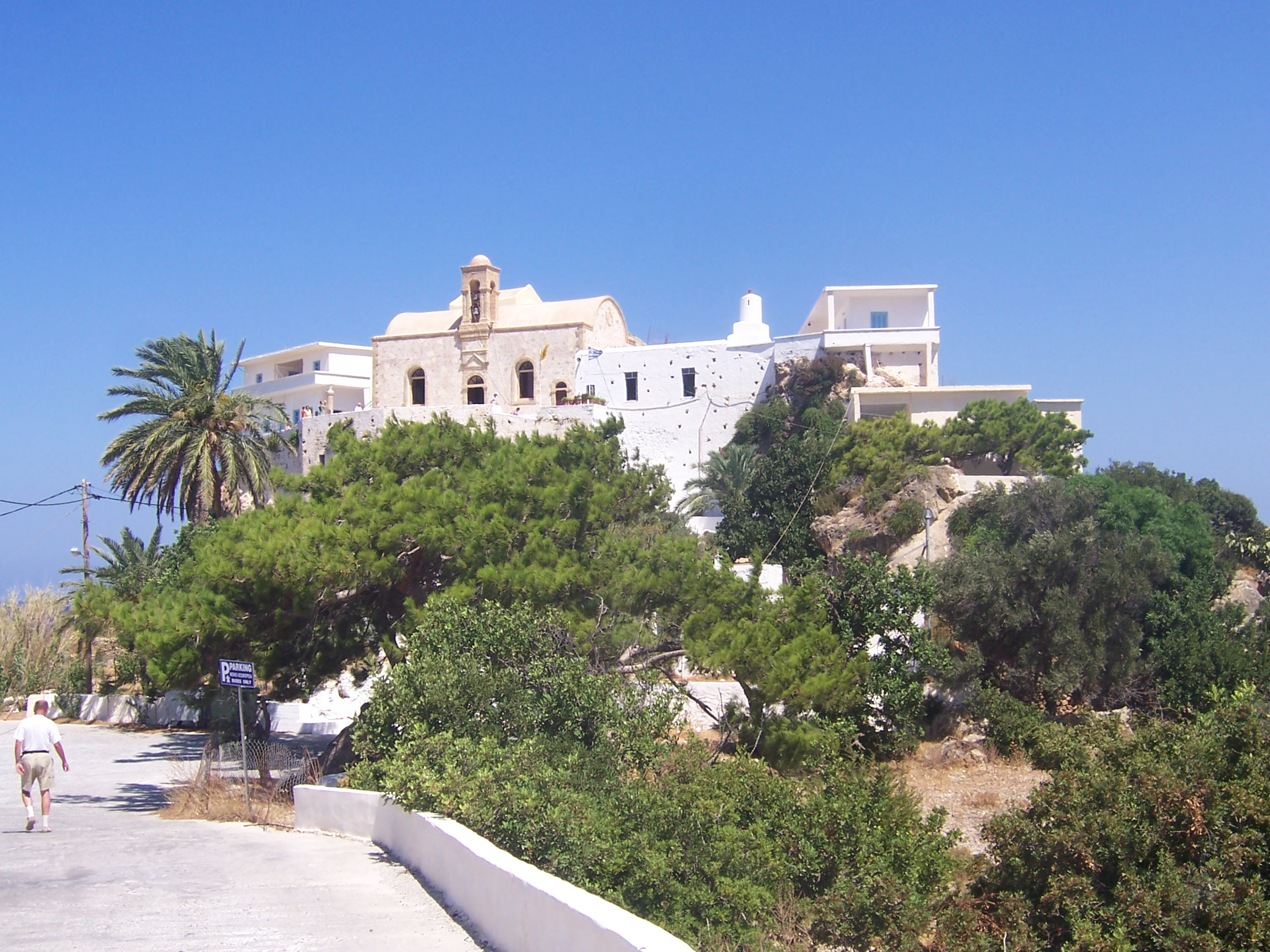
Il monastero di Chrisoskalitissa.

La metropolia di Kissamos e Selino (in greco: Ιερά Μητρόπολις Κισάμου και Σελίνου) è una delle 8 metropolie che, assieme all'arcidiocesi di Creta, costituiscono la Chiesa di Creta, una Chiesa ortodossa semiautonoma sotto il Patriarcato ecumenico di Costantinopoli.
Dall'8 ottobre 2005 metropolita di Kissamos e Selino, ipertimo e esarca di Hesperia di Creta, è Amfilochio Andronikakis.

## Territorio
La metropolia comprende i comuni di Kantanos-Selino e Kissamos nell'unità periferica di La Canea nell'estrema parte occidentale dell'isola di Creta.
Sede della metropolia è la città di Kissamos, dove si trova la cattedrale metropolitana dell'Annunciazione.
Il territorio è suddiviso in circa 80 parrocchie, raggruppate in 3 distretti. Nella metropolia si trovano 3 monasteri.

## Storia
Kissamos è un'antica sede vescovile di Creta, documentata in diverse Notitiae Episcopatuum del patriarcato di Costantinopoli dal IX al XII secolo. Sono solo due i vescovi del primo millennio cristiano di cui si ha conoscenza: Teopempto  (o Niceta), che prese parte al concilio in Trullo del 692; e Leone, che partecipò al secondo concilio di Nicea nel 787.
In seguito alla conquista veneziana dell'isola (1212), le diocesi greche esistenti furono amministrate dai vescovi di rito latino e sottomesse al metropolita latino dell'arcidiocesi di Candia. Di questo periodo si conosce l'esistenza di un vescovo ortodosso, Gerasimo Paleocapas, che ottenne dal governo veneziano di poter occupare la sede di Kissamos finanziandola con i suoi proventi personali.
Quando Creta fu conquistata dagli Ottomani (XVII secolo), furono ricostituite le diocesi di rito greco, tra cui anche quella di Kissamos. Sono pochi i vescovi conosciuti di questa nuova fase della storia della diocesi, la cui cronotassi diventa regolare solo a partire dall'Ottocento.
Il 24 novembre 1831 la diocesi fu soppressa ed unita a quella di Cidonia, ma fu ristabilita nel mese di febbraio 1860 con il nuovo nome di "diocesi di Kissamos e Selino". Nel territorio di Selino esisteva, nel primo millennio, la diocesi di Cantano, che non fu più restaurata quando l'isola passò sotto il dominio ottomano.
Il 25 settembre 1962 fu elevata dal patriarca di Costantinopoli al rango di metropolia.

## Cronotassi
- Teopempto † (menzionato nel 692)
- Leone † (menzionato nel 787)
- Gerasimo Paleocapas † (circa 1470)[9]
- Filoteo † (prima del 1684)[9]
- Gerasimo † (prima del 1711)[9]
- Gerasimo † (? - 1716 eletto metropolita di Creta)[9]
- Partenio † (? - 5 luglio 1731 deceduto)[9]
- Antimo † (1731 - 1750)[9]
- Partenio † (1750/51 - 1770/71 deceduto)[9]
- Paisio † (1771 - 1777)[9]
- Sofronio † (1777 - 1790/92 deceduto)[9]
- Joasaph † (1790/92 - 1808 dimesso)[9]
- Serafino † (1808 - 17 novembre 1817 deceduto)[10]
- Melchisedek Despotakis † (gennaio 1818 - 15 giugno 1821 deceduto)[10]
  - Sede soppressa (1831-1860)
- Gerasimo Stratigakis † (14 aprile 1860 - 1868 sospeso)[10]
- Misael Stratigakis † (30 giugno 1869 - 1874 sospeso)[10]
- Panareto † (26 giugno 1875 - 1880 deceduto)[10]
- Partenio Bitsakis † (22 gennaio 1887 - 21 luglio 1892 eletto vescovo di Campania)[10]
- Doroteo Klonaris † (7 marzo 1893 - 12 dicembre 1902 deceduto)[10]
- Antimo Leledakis † (20 luglio 1903 - 17 agosto 1935 deceduto)[10]
- Crisostomo Angelidakis † (28 gennaio 1936 - 13 giugno 1937 deceduto)[10]
- Eudocimo Syngelakis † (marzo 1938 - 8 agosto 1956 deceduto)[10]
- Ireneo Galanakis † (8 dicembre 1957 - 16 dicembre 1971 eletto metropolita di Germania)[10]
- Cirillo Kypriotakis † (16 febbraio 1975 - 1979 eletto metropolita di Gortina e Arcadia)[10]
- Nettario Chatzimicalis † (3 agosto 1980 - 16 settembre 1980 eletto metropolita di Scarpanto e Caso)[10]
- Ireneo Galanakis † (26 gennaio 1981 - 24 agosto 2005 dimesso) (per la seconda volta)[10]
- Amfilochio Andronikakis, dall'8 ottobre 2005